# Naro
Naro ist eine Gemeinde im Freien Gemeindekonsortium Agrigent in der Region Sizilien in Italien.

## Lage und Daten
Naro liegt 30 Kilometer östlich von Agrigent auf einer Höhe von 520 Metern. Der Ort hat 6971 Einwohner (Stand 31. Dezember 2023), diese wohnen auf einer Fläche von 207 Quadratkilometern. Der Haupterwerb der Einwohner sind die Landwirtschaft und die Textilindustrie.
Die Nachbargemeinden sind Agrigent, Caltanissetta (CL), Camastra, Campobello di Licata, Canicattì, Castrofilippo, Delia (CL), Favara, Licata, Palma di Montechiaro, Ravanusa und Sommatino (CL).

## Geschichte
Bereits in der Jungsteinzeit war das Gebiet von Naro besiedelt, wovon hüttenartige Wohnbauten und einige Gräber zeugen, die der Stentinello-Kultur zugewiesen werden. Weitere Funde stammen aus der frühbronzezeitlichen Castelluccio-Kultur.
Die heutige Stadt wurde unter arabischer Herrschaft gegründet und wuchs ab dem 12. Jahrhundert. Unter Friedrich II. wurde sie Königsstadt. Danach ging Naro als Lehen an die Familie Chiaramonte über, die im 14. Jahrhundert im typischen Chiaramontestil an Stelle einer arabischen Festung ein Kastell errichten und viele Kirchen restaurieren ließ. Nach dem Niedergang der Familie Chiaramonte ging die Stadt in königlichen Besitz über.

## Sehenswürdigkeiten
- Das Kastell oder Schloss Chiaramonte stammt aus dem 14. Jahrhundert und hat einen rechteckigen Grundriss mit starken Mauern und zwei Türmen. Interessant ist der östliche Turm, der wahrscheinlich schon unter Friedrich II. erbaut worden ist.
- Die Wallfahrtskirche San Calogero an der Via Umberto I. zeigt eine Barockfassade. Im Inneren befindet sich die Grotte, in der der Eremit gelebt hat.
- Die Kirche San Giovanni Battista an der Via Dante wurde im 17. Jahrhundert erbaut und besitzt schöne Fresken aus dem 18. Jahrhundert.
- Die Ruine der Chiesa Matrice Vecchia stammt aus der Zeit der Gotik. Erhalten ist das Spitzbogenportal.
- Die Kirche San Francesco, erbaut im 13. Jahrhundert, wurde im Jahr 1635 renoviert und erhielt eine Fassade im Stil des sizilianischen Barocks.
- Der Bau der Kirche del Santissimo Salvatore aus dem 16. Jahrhundert blieb unvollendet.
- Die Pfarrkirche (neue Chiesa Matrice), gebaut 1619, früher eine Jesuitenkirche, beherbergt ein spätgotisches Taufbecken und schöne Stuckarbeiten.
- Die Kirche Santa Caterina aus dem 14. Jahrhundert zeigt heute eine Barockfassade. Im Inneren wurde der gotische Stil wiederhergestellt. Zu sehen sind Fresken und ein Taufbecken aus dem 15. Jahrhundert.
- Der Gaetani-Palast in der Via Dante besitzt eine prächtige Barockfassade mit szenischen Darstellungen.
- In einem ehemaligen Minoritenkloster aus dem 13. Jahrhundert befinden sich das Rathaus und die Feliciana-Bibliothek. Hier werden Manuskripte, Miniaturen und archäologische Funde aus der Gegend ausgestellt.

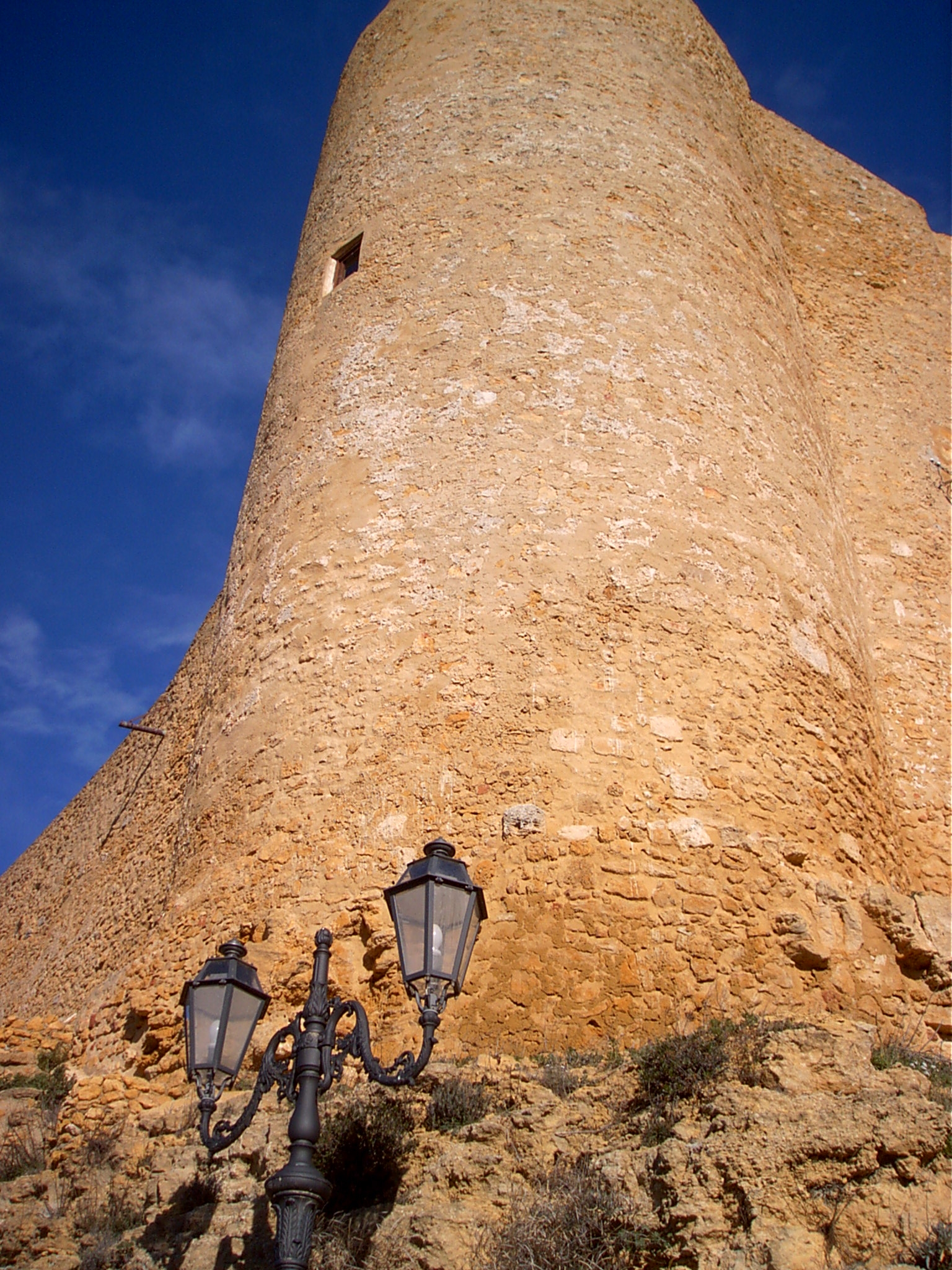
Castello di Naro
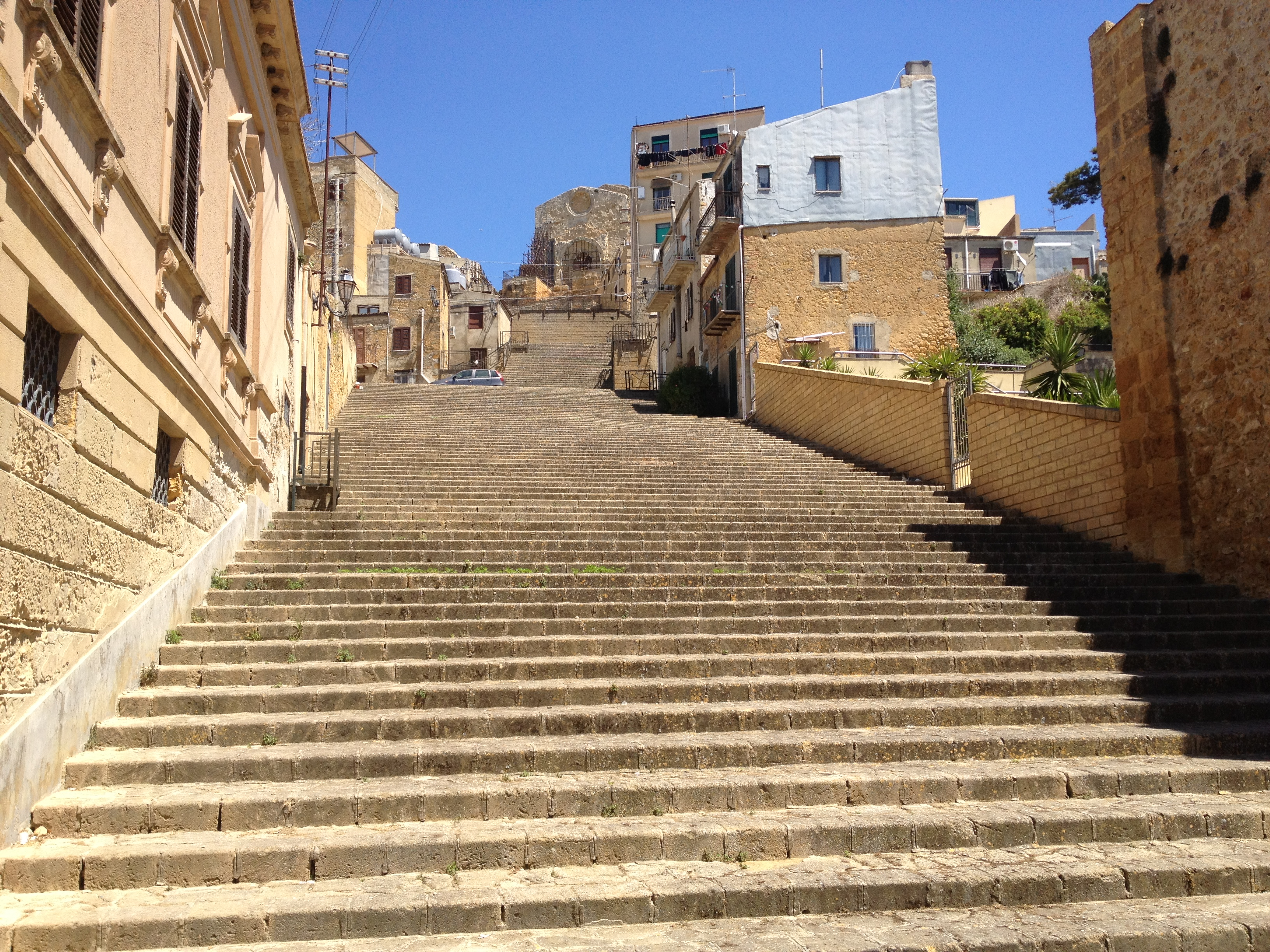
Treppe zum Dom
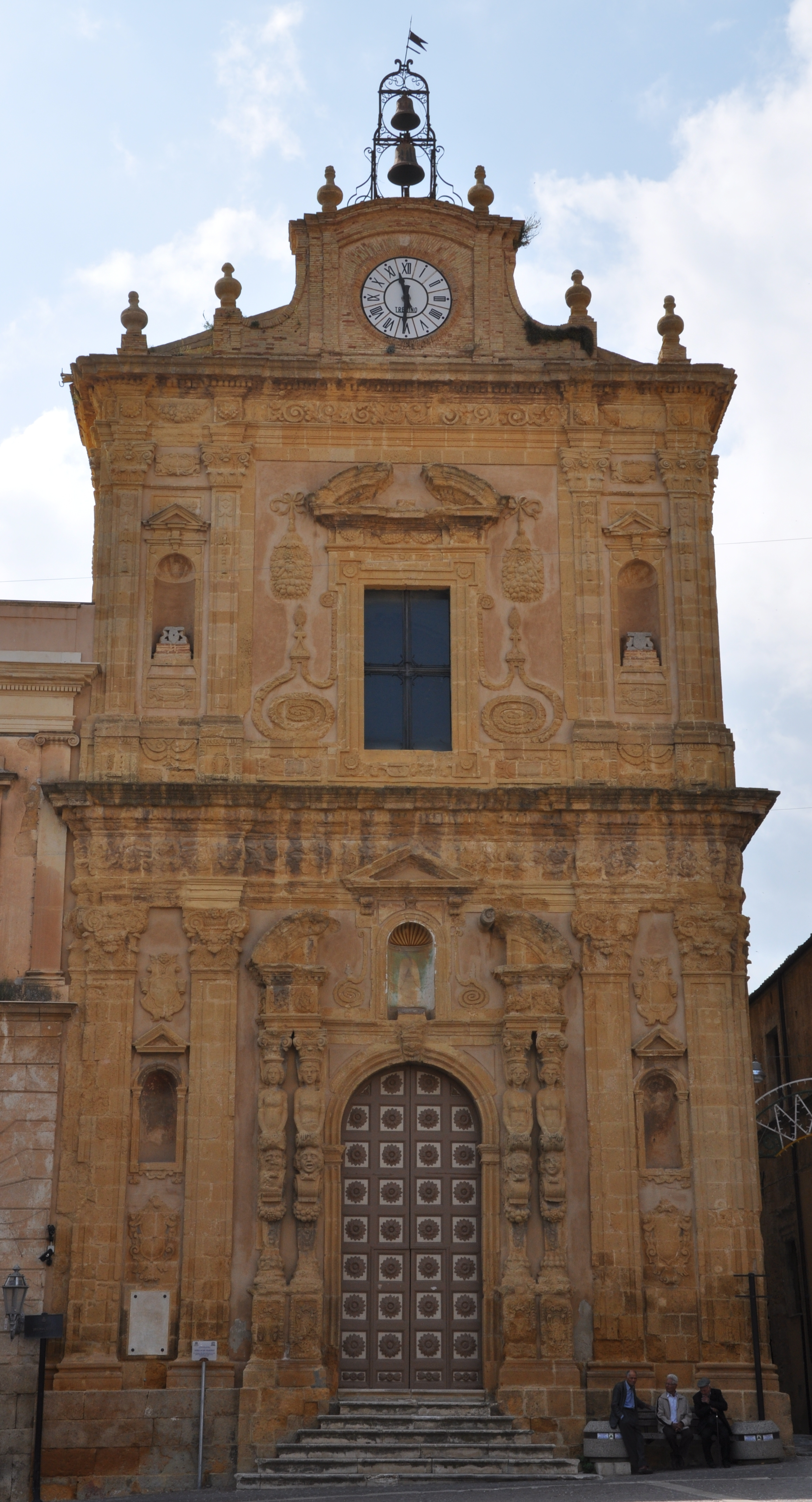
Chiesa di San Francesco
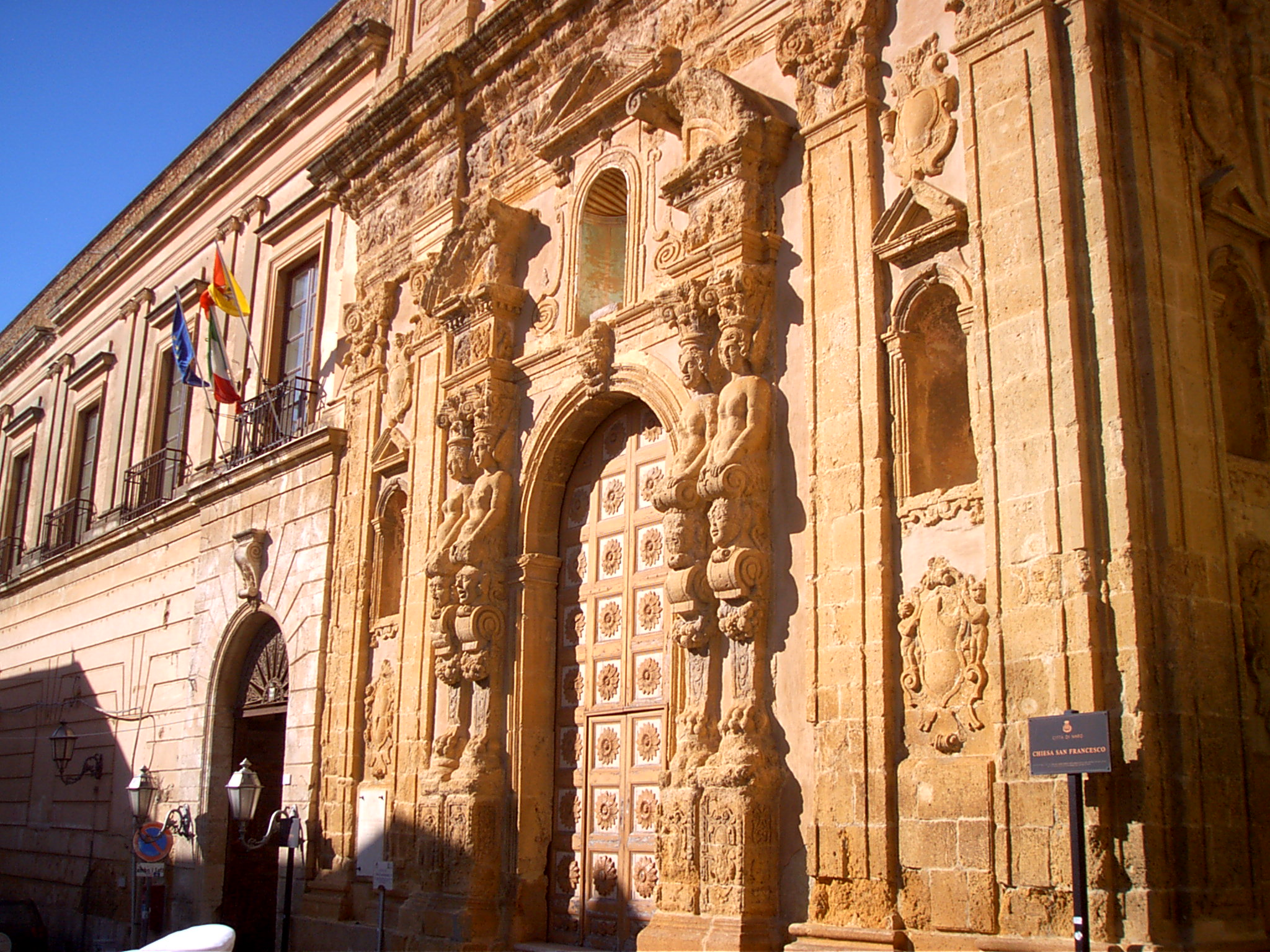
Chiesa di San Francesco
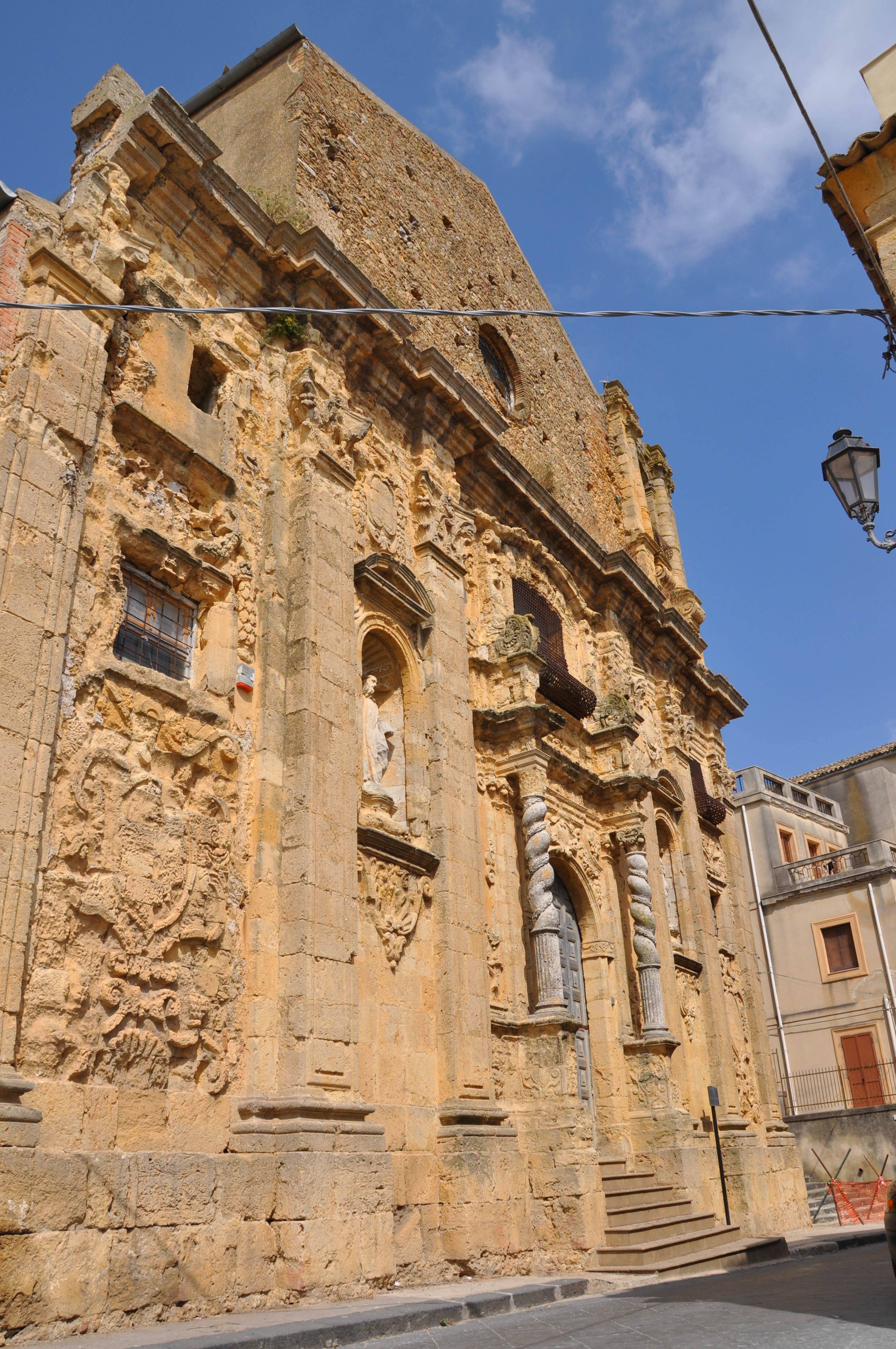
Santissimo Salvatore

## Umgebung
Etwa zwei Kilometer südöstlich von Naro liegt der 542 Meter hohe Berg Castellazzo di Camastra. Bei Ausgrabungen wurden dort frühchristliche Katakomben gefunden.

## Veranstaltungen
In den Sommermonaten finden im Stadtzentrum Theatervorstellungen in sizilianischer Mundart statt, die „scalinata“ genannt werden. Außerdem findet jedes Jahr am 18. Juni ein großes Fest zu Ehren des Schutzpatrons San Calogero statt.